# 城干站
城干站（韓語：성간역）是朝鮮民主主義人民共和國慈江道城干郡城干邑的一個鐵路車站，属于满浦线。

## 历史
- 1937年12月1日，开通使用[1]。

## 邻近车站
满浦线
中城干站 - 城干站 - 新清站